# 보거스 (영화)
보거스(Bogus)는 1996년 공개된 미국의 판타지 영화이다.

## 줄거리
네바다에서 쇼걸로 일하는 엄마와 함께 살던 꼬마 알버트는 어느 날 엄마가 교통사고로 세상을 떠나면서 고아가 된다. 알버트의 양어머니이자 대모인 해리엇은 아이를 돌볼 생각이 없었지만, 결국 알버트가 위탁 가정에 맡겨지는 것을 막기 위해 그를 맡게 된다. 알버트는 네바다를 떠나 해리엇이 사는 뉴저지로 이사를 오게 되고, 비행기 안에서 그린 그림에서 비롯된 상상 속 친구 보거스를 만나게 된다. 
낯선 환경에 적응하지 못하고 힘들어하는 알버트는 보거스와만 대화하고 해리엇에게 마음을 열지 않는다. 해리엇은 그런 알버트를 이해하려 노력하지만 쉽지 않다. 그러던 중 해리엇은 자신의 사업 확장을 위해 은행 투자 담당자인 밥을 만나게 되고, 밥은 알버트와 함께 즐거운 시간을 보내며 그를 자신의 아들 생일 파티에 초대한다. 파티에서 마술사의 공연을 보던 알버트는 자신이 더 잘할 수 있다며 마술을 보여주려 하지만, 해리엇은 바쁘다는 이유로 그를 무시한다.
해리엇은 알버트에게 상처를 준 것을 깨닫고, 그제야 알버트의 마음속에 있는 보거스의 존재를 어렴풋이 느끼기 시작한다. 어느 날 밤, 알버트는 예전에 라스베가스에서 만났던 마술사를 만나러 몰래 애틀랜틱 시티로 떠나고, 해리엇은 그를 찾아 헤매다 마침내 알버트를 데려온다. 해리엇은 자신의 마음을 열고 보거스를 보게 된다. 그날 밤, 알버트는 엄마를 따라 하늘로 가려다 해리엇의 설득으로 다시 현실로 돌아오고, 둘은 서로에게 가족이 되기 위해 노력하겠다고 약속한다. 마지막으로 알버트와 해리엇은 알버트의 엄마 무덤을 방문하고, 그곳에서 보거스는 그들에게 작별 인사를 고한다.

## 배역
- 할리 조엘 오스먼트 - 앨버트
- 우피 골드버그 - 헤리엣
- 제라르 드파르디외 - 보거스

## MBC 성우진 (1998년 12월 25일)
- 박영남 - 앨버트(할리 조엘 오스먼트)
- 성선녀 - 헤리엣(우피 골드버그)
- 박지훈 - 보거스(제라르 드파르디외)
- 황미영 - 로레인(낸시 트래비스)
- 정희선
- 한규희
- 황일청
- 조예신
- 변종필
- 정남
- 엄현정
- 윤성혜
- 김영선
- 한수림